# التدخل الثلاثي

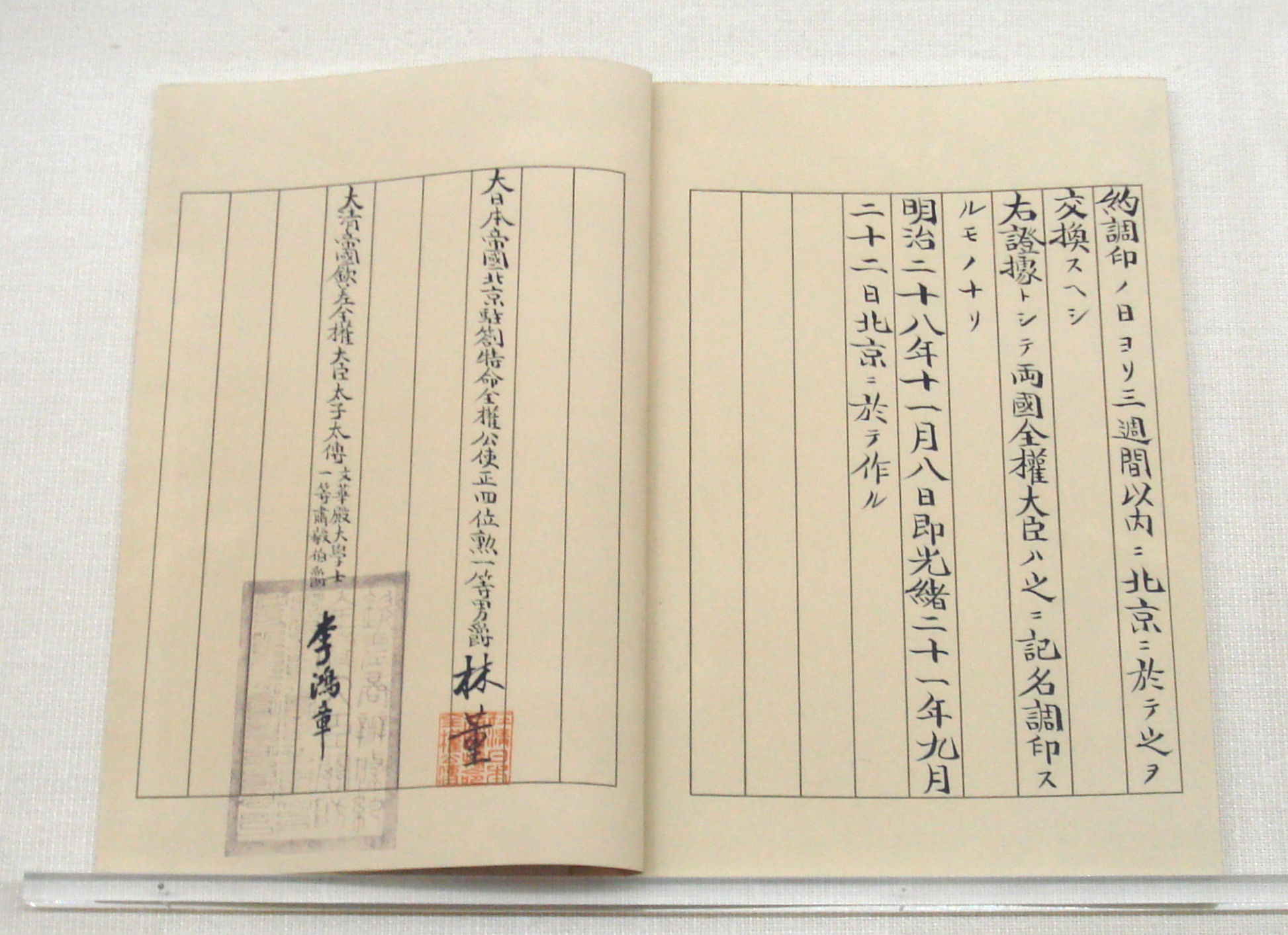
اتفاقية إعادة شبه جزيرة لياودونغ، 8 نوفمبر 1895

التدخل الثلاثي كان تدخلاً دبلوماسياً من قبل روسيا وألمانيا وفرنسا في 23 أبريل 1895 بشأن شروط معاهدة شيمونوسيكي، التي فرضتها اليابان على سلالة تشينغ الصينية في نهاية الحرب الصينية اليابانية الأولى. وقد نصت المعاهدة، الموقعة في 17 أبريل، على التنازل عن جزيرة تايوان وشبه جزيرة لياودونغ لليابان. وردًا على ذلك، نصحت القوى الغربية الثلاث اليابان بالتخلي عن شبه جزيرة لياودونغ على أساس أن ذلك من شأنه أن يسبب عدم الاستقرار؛ فقامت اليابان، الحريصة على الحفاظ على حسن نواياها، بذلك بموجب معاهدة في الثامن من نوفمبر. أثار هذا الأمر غضب الرأي العام الياباني، وخاصة بعد أن حصلت روسيا على عقد إيجار لشبه الجزيرة لمدة 25 عاماً في عام 1898. كان رد الفعل ضد التدخل الثلاثي أحد أسباب الحرب الروسية اليابانية في عامي 1904 و1905، والتي فازت فيها اليابان بعقد الإيجار الروسي لشبه الجزيرة.

## معاهدة شيمونوسيكي
وبموجب شروط معاهدة شيمونوسيكي، حصلت اليابان على شبه جزيرة لياودونغ بما في ذلك بورت آرثر، التي احتلتها من الصين. وبعد أن أصبحت شروط المعاهدة علنية مباشرة، أعربت روسيا ــ بما لديها من مخططات ومجال نفوذ في الصين ــ عن قلقها إزاء الاستحواذ الياباني على شبه جزيرة لياودونغ والتأثير المحتمل لشروط المعاهدة على استقرار الصين. أقنعت روسيا فرنسا وألمانيا بممارسة ضغوط دبلوماسية على اليابان لإعادة الإقليم إلى الصين مقابل تعويض أكبر.

## القوى الأوروبية
كانت روسيا هي المستفيد الأكبر من التدخل الثلاثي. في السنوات السابقة، كانت روسيا تعمل على زيادة نفوذها في الشرق الأقصى ببطء. إن بناء خط السكك الحديدية عبر سيبيريا والاستحواذ على ميناء للمياه الدافئة من شأنه أن يمكّن روسيا من تعزيز وجودها في المنطقة ومزيد من التوسع في آسيا والمحيط الهادئ. ولم تكن روسيا تتوقع انتصار اليابان على الصين. إن سقوط ميناء آرثر في أيدي اليابانيين من شأنه أن يقوض حاجتهم الملحة إلى ميناء للمياه الدافئة في الشرق.
اضطرت فرنسا إلى الانضمام إلى روسيا بسبب تحالفهما العسكري. وكان للمصرفيين الفرنسيين مصالح مالية في روسيا، وخاصة في مجال السكك الحديدية. ومع ذلك، لم تكن لفرنسا أي طموحات إقليمية في منشوريا، حيث كانت منطقة نفوذها تقع في جنوب الصين (انظر الحرب الصينية الفرنسية). في الواقع، كانت للفرنسيين علاقات ودية مع اليابانيين: فقد أُرسل مستشارون عسكريون فرنسيون لتدريب الجيش الإمبراطوري الياباني، وبنيت عدد من السفن اليابانية في أحواض بناء السفن الفرنسية. ومع ذلك، لم تكن فرنسا ترغب في أن تكون معزولة دبلوماسياً، كما كانت في السابق، وخاصة في ظل القوة المتنامية لألمانيا.
كان لدى ألمانيا سببان لدعم روسيا. أولاً، أرادت أن تلفت انتباه روسيا إلى الشرق، بعيداً عنها. ثانياً، الحصول على دعم روسيا في ترسيخ التنازلات الإقليمية الألمانية في الصين. كانت ألمانيا تأمل أن يشجع دعم روسيا، في المقابل، على دعم طموحات ألمانيا الاستعمارية، التي كانت متوترة بشكل خاص لأن ألمانيا كانت قد شكلت نفسها مؤخرًا في دولة موحدة ووصلت متأخرة إلى "اللعبة" الاستعمارية.
وافقت الحكومة اليابانية على التدخل على مضض، حيث لم تكن هناك أي فرصة للوساطة الدبلوماسية البريطانية والأميركية، ولم تكن اليابان في وضع يسمح لها بمقاومة ثلاث قوى أوروبية كبرى عسكريا في وقت واحد. كان لدى القوى الثلاث 38 سفينة حربية بإزاحة 95 ألف طن منتشرة بالفعل في شرق آسيا، في حين أن البحرية الإمبراطورية اليابانية لم يكن لديها سوى 31 سفينة حربية بإزاحة 57 ألف طن.
بعد جهود دبلوماسية عقيمة للحصول على دعم الولايات المتحدة وبريطانيا، أعلن رئيس الوزراء إيتو هيروبومي في 5 مايو 1895 انسحاب القوات اليابانية من شبه جزيرة لياودونغ مقابل تعويض إضافي قدره 30 مليون كوبينج تايل (450 مليون ين). غادرت آخر القوات اليابانية في شهر ديسمبر.
وإلى دهشة اليابان وذهولها، تحركت روسيا على الفور تقريباً لاحتلال شبه جزيرة لياودونغ بأكملها، وخاصة لتحصين بورت آرثر. تمكنت ألمانيا من تأمين السيطرة على الامتيازات في مقاطعة شاندونغ. استغلت فرنسا، وحتى بريطانيا، ضعف الصين للاستيلاء على مدينتي قوانغتشووان وويهايوي على التوالي، تحت ذرائع مختلفة، وتوسيع مجالات نفوذهما.
شعرت الحكومة اليابانية بأنها حُرمت من غنائم حربها المستحقة بسبب هذا التدخل. ساهم هذا الإذلال على يد القوى الأوروبية في نشوء حركة غاشين شوتان (臥薪嘗胆). تُرجمت هذه المقولة مجازيًا إلى "الصمود في وجه الشدائد (من أجل الانتقام)"، وهي مشتقة من المثل الصيني "تشنغيو" الذي يعني حرفيًا "النوم على العصي وتذوق المرارة"، في إشارة إلى مثابرة الملك غوجيان من يوي (حكم 496-465 قبل الميلاد) في الحرب بين وو ويوي. بالنسبة لليابان الحديثة، عنت هذه الأيديولوجية زيادة في الصناعات الثقيلة وتقوية القوات المسلحة، وخاصة البحرية، على حساب رغبات واحتياجات الأفراد.
كان للتدخل الثلاثي تأثير عميق على العلاقات الخارجية اليابانية، حيث سعت الدبلوماسية اليابانية إلى تجنب إعادة تشكيل مجموعة من القوى الأوروبية ضد اليابان. وقد أدى ذلك مباشرة إلى التحالف الأنجلو ياباني عام 1902، والذي كان يهدف صراحة إلى حماية اليابان من تدخل القوى العظمى الأوروبية الأخرى، ومن روسيا على وجه الخصوص.